# 徐一平
徐一平（1960年—），男，汉族，江苏无锡人，中华人民共和国政治人物，第十二届全国人民代表大会江苏地区代表。

## 生平
1984年12月加入中国共产党。毕业于复旦大学经济学系政治经济学专业。2013年，当选为第十二届全国人大代表。2018年2月24日，当选为第十三届全国人大代表。